# Пейто
Пейто́, Пито́, Пифо́ (др.-греч. Πειθώ «убеждение») — в древнегреческой мифологии океанида, дочь Океана и Тефиды.
Богиня убеждения, спутница Афродиты. Божество, обвила золотым ожерельем шею Пандоры. В Олимпии было изображено, как Эрот принимает выходящую из моря Афродиту, а Пейфо венчает её венком. Поклонение ей ввел Тесей. Убедила Медею бросить родину.
По сикионскому рассказу, убив Пифона, Аполлон и Артемида прибыли в Эгиалею для очищения. Тут их охватило чувство страха, и они отправились на Крит, а жителей Эгиалеи поразила болезнь. Они послали 7 юношей и 7 девушек к реке Сифасу, боги, которых они убедили, прибыли на акрополь, на месте, куда они вступили, построен храм Пейфо.
По Гермесианакту, Пейфо — одна из Харит. Жена Гермеса.
Также Пейфо — эпиклеса Афродиты.
Ж.-П. Вернан видел в её божестве воплощение силы слова.
В честь неё назван астероид (118) Пейто, открытый в 1872 году.